# Lake Bull
Lake Bull är en sjö i Antarktis. Den ligger i Östantarktis. Nya Zeeland gör anspråk på området. Lake Bull ligger 269 meter över havet.